# Deportes ecuestres en los Juegos Olímpicos de Los Ángeles 2028
Los deportes ecuestres en los Juegos Olímpicos de Los Ángeles 2028 se realizarán en Santa Anita Park en Arcadia, California, en Los Ángeles en julio de 2028.